# Нам нужна одна победа
Здесь птицы не поют,

Деревья не растут,

И только мы — к плечу плечо — врастаем в землю тут.

Горит и кружится планета, 

Над нашей Родиною дым…

И, значит, нам нужна одна — Победа,

Одна на всех — мы за ценой не постоим!
«Нам нужна одна победа» (также «Здесь птицы не поют» или «Десятый наш десантный батальон») — песня Булата Окуджавы, написанная для художественного фильма Андрея Смирнова «Белорусский вокзал» (1970). В картине её поёт бывшая фронтовая медсестра Рая (Нина Ургант). В финале фильма музыкальная тема повторяется в оркестровой аранжировке без слов.

## История создания
Идея включить в фильм «Белорусский вокзал» песню, написанную Булатом Окуджавой, принадлежала автору сценария Вадиму Трунину. Окуджава согласился участвовать в картине лишь после просмотра уже отснятых фрагментов. Позже поэт говорил, что его привлекла возможность написать окопную песню — «из тех, что на фронте пели». Задача, поставленная создателями картины, была непростой: они предполагали, что песня будет нести в себе основное смысловое наполнение эпилога, а потому в ней должны сочетаться трагический и победный накал.
После долгих поисков основной темы родились первые две строчки; дальше работа пошла стремительно. На начальном этапе самым важным для Окуджавы был текст; мелодию он всерьёз не воспринимал и рассматривал её как вспомогательное средство — «просто чтоб легче сочинялось». На «Мосфильме», куда автор принёс рукопись «Десантного батальона», его ждал не только Андрей Смирнов, но и Альфред Шнитке. Их реакция на услышанный марш была диаметрально противоположной: композитору больше понравилась музыка, режиссёру — стихи. Впоследствии именно Шнитке, записавший оркестровую версию песни, настоял на том, чтобы и в фильме, и на вышедшей спустя некоторое время пластинке автором музыки был указан Окуджава.

## Художественные особенности текста
- На протяжении всей песни варьируется только первый куплет, написанный трёхстопным ямбом; он же задаёт главную тему и создаёт образ выжженной земли, на которой «птицы не поют, деревья не растут». Во втором куплете рисуется картина боя; третий — по своей резкости («Нас ждёт огонь смертельный!») — напоминает взметнувшийся ввысь язык пламени. Рефрен песни («одна на всех, мы за ценой не постоим») стал по-настоящему народным[2].
- При анализе текста Дмитрий Быков обратил внимание на строчку «Горит и кружится планета», назвав её блистательной[2]:

Это ощущение смутности, зыбкости, головокружения после контузии найдено идеально; никто лучше не передавал дрожь земли при орудийном обстреле.
- По словам исследователя Евгения Шраговица, при написании песни Окуджава не просто использовал собственный фронтовой опыт, но и создал собирательный образ батальона — людей, которые скрыты под местоимением «мы». Текст даёт возможность говорить о времени и месте описываемых в ней событий: слова «От Курска и Орла» — это прямой отсыл к битве на Курской дуге в июле — августе 1943 года[3].

## Музыкальная тема
Аранжировку песни, сделанную Альфредом Шнитке, исследователи называют «шедевром музыкальной драматургии»; финальная хроника картины, сцена встречи воинов на Белорусском вокзале, в которую она включена, по силе воздействия напоминает эпизоды «всенародного единения» из ленты «Летят журавли». Марш был записан военным духовым оркестром, в котором отдельным инструментам принадлежала собственная роль:
В первой части главную тему ведёт кларнет, во второй — труба, в третьей — тромбон, и вокруг его главной темы оплетается побочная, снова на трубе.
Сам автор при исполнении этой песни менял темп: начинал медленно, с сосредоточенным усилием, «словно отражающим мучительную трудность начала войны»; затем темп убыстрялся, а в третьем куплете становился сдержанным, отстранённым. В финальном повторе про «огонь смертельный» снова происходило нарастание внутреннего напряжения.
Песня из фильма, не предназначавшаяся, по мнению исследователей, для участия в парадах, превратилась в «элегический марш» и стала гимном десантных войск. Окуджава спустя годы полушутя признавался, что впервые ощутил себя музыкантом, когда увидел по телевизору встречу высоких гостей Советского Союза, прибывших на правительственный аэродром; их движение от трапа самолёта шло под звуки песни «Нам нужна одна победа».